# Sheraton Hotels & Resorts
Sheraton Hotels & Resorts, en abrégé Sheraton, est une chaîne d'hôtels internationale américaine fondée en 1937 et appartenant au groupe Marriott International.
Le siège de la chaîne est située à White Plains, dans l'État de New York.

## Histoire
En 1937, Ernest Henderson et Robert Moore ouvrent le premier Sheraton à Springfield dans le Massachusetts. Les deux fondateurs ont alors ouvert trois hôtels à Boston en 1939, et se sont petit à petit étalés sur toute la côte est des États-Unis. Le succès des hôtels Sheraton est immédiat, si bien que le groupe devient la première chaîne d'hôtels cotée au New York Stock Exchange.
En 1949, le groupe ouvre deux hôtels au Canada : ce sont leurs premiers hôtels hors des États-Unis. Il faut attendre les années 1960 pour voir un hôtel Sheraton en dehors du continent nord-américain, en Amérique latine ou au Moyen-Orient.
En 1998, le groupe Sheraton est racheté par Starwood Hotels & Resorts Worldwide. Le groupe Starwood est alors devenu le numéro 1 mondial dans le domaine de l'hôtellerie, avec un grand nombre de chaînes d'hôtels, dont The Luxury Collection, Le Méridien et W Hotels.
En 2019, toute la chaîne Starwood est rachetée par Marriott International qui prend la première place du marché.

### Identité visuelle (logotype)

Logo jusqu'en 2019.
Logo depuis 2019.

## Galerie photo

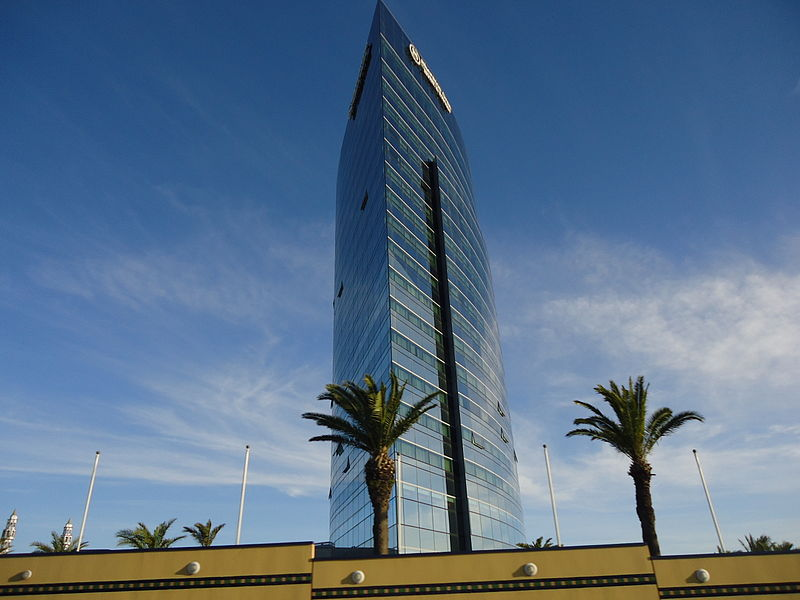
Sheraton Oran Hotel & Tower en Algérie.
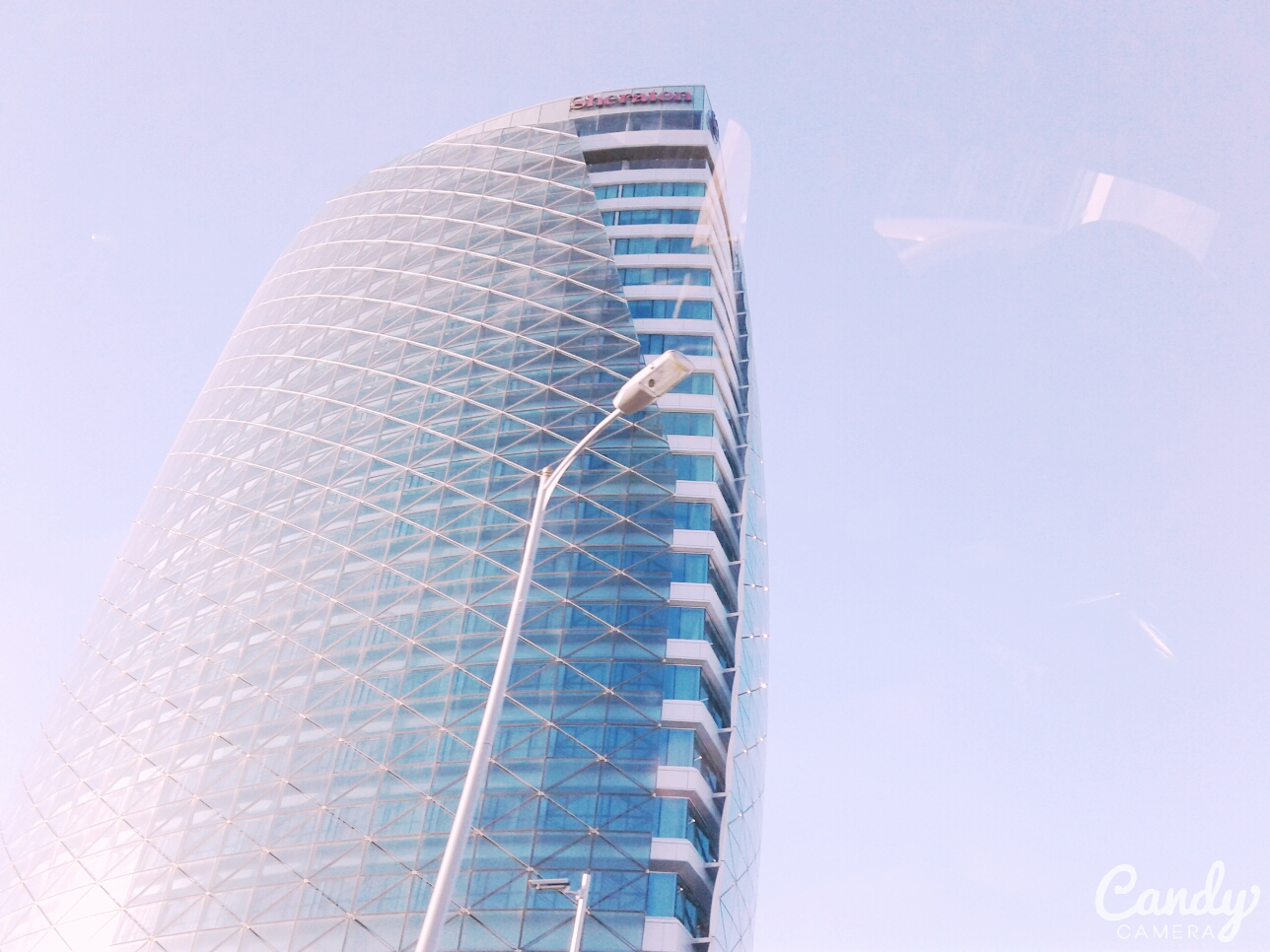
Sheraton Annaba Tower Hôtel en Algérie.
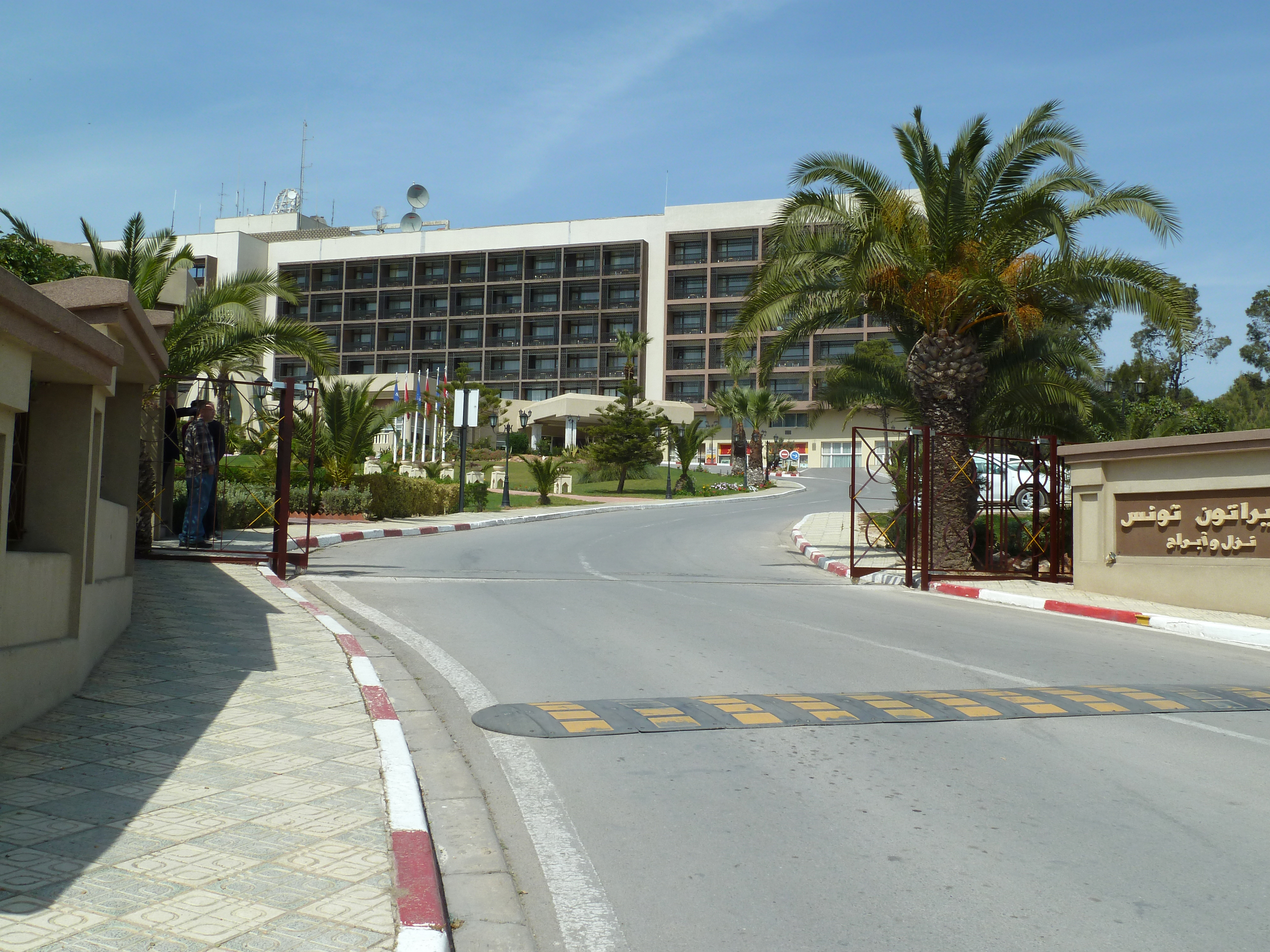
Sheraton Tunis Hotel en Tunisie.
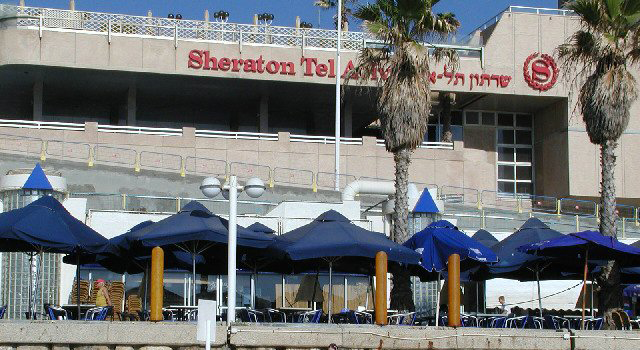
Sheraton Tel Aviv, premier hôtel en dehors du continent nord-américain, ouvert en 1961.
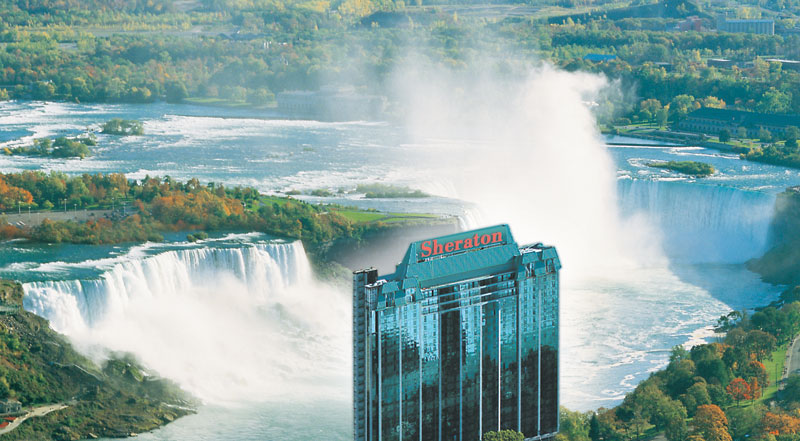
Sheraton on the Falls Hotel & Conference Centre près des chutes du Niagara au Canada.
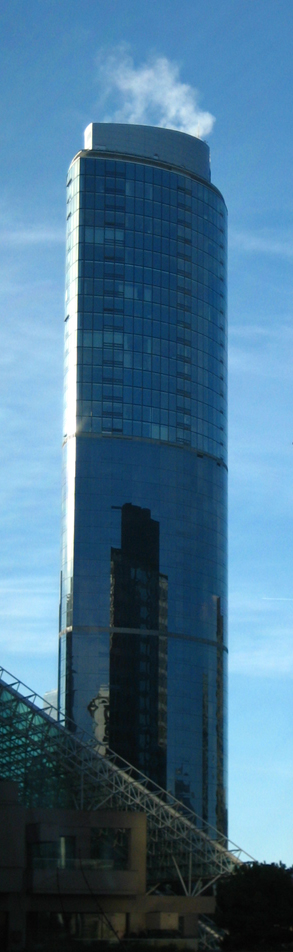
One Wall Centre à Vancouver.
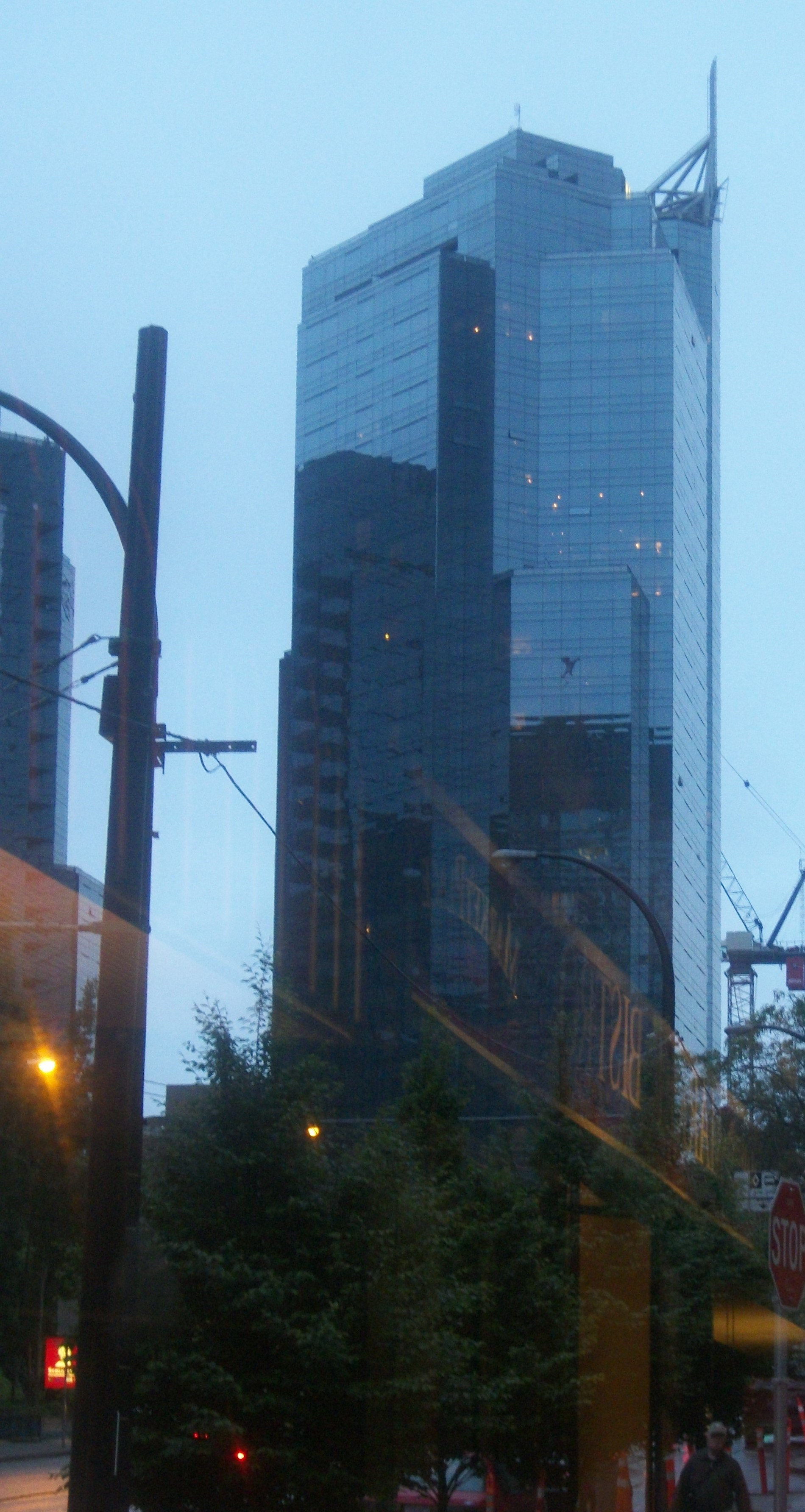
Sheraton Wall Centre Hotel à Vancouver au Canada.
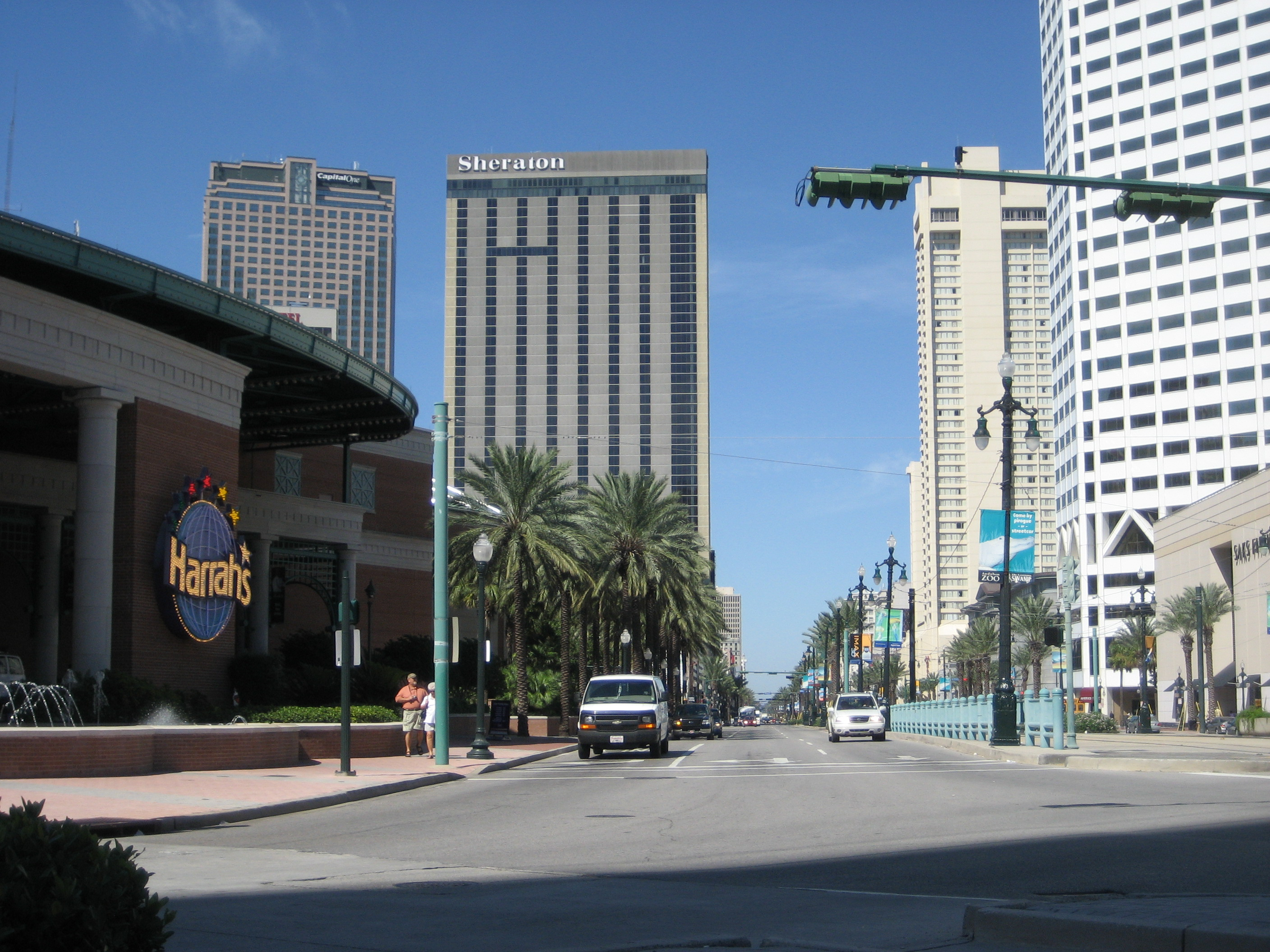
Sheraton de La Nouvelle-Orléans.
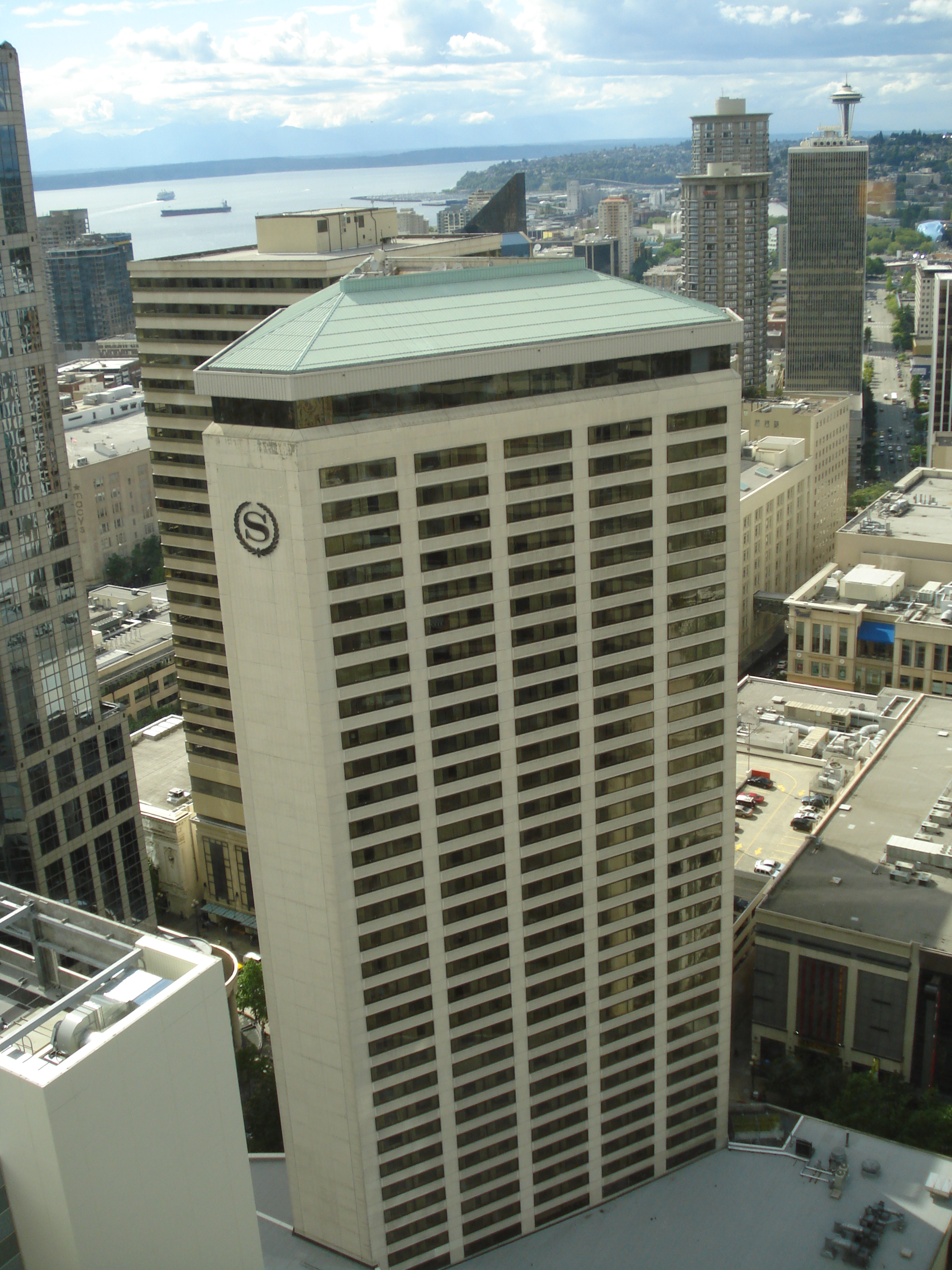
Sheraton Seattle Hotel & Towers à Seattle.
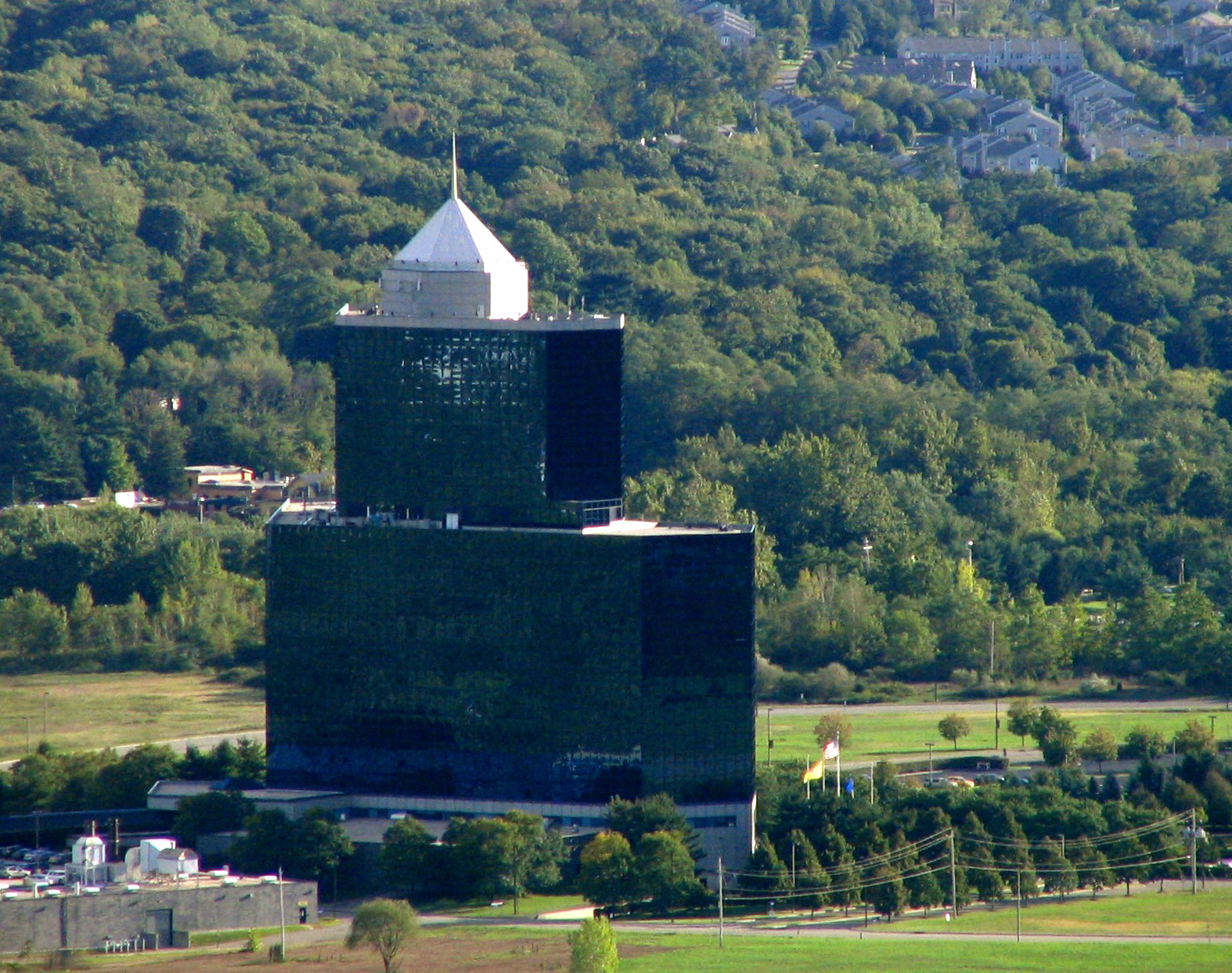
Sheraton Crossroads à Mahwah aux États-Unis
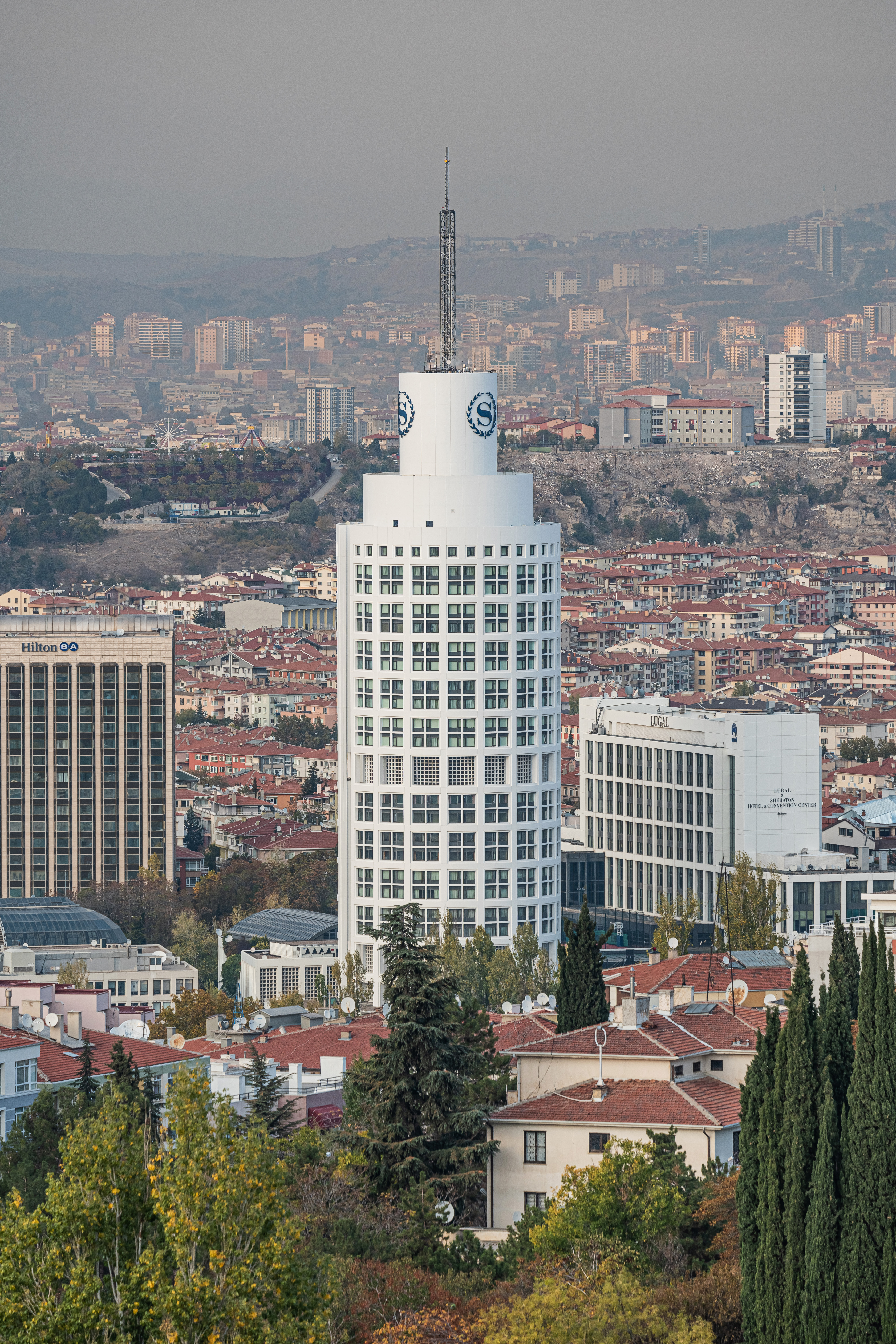
Sheraton Hotel Ankara à Ankara en Turquie.
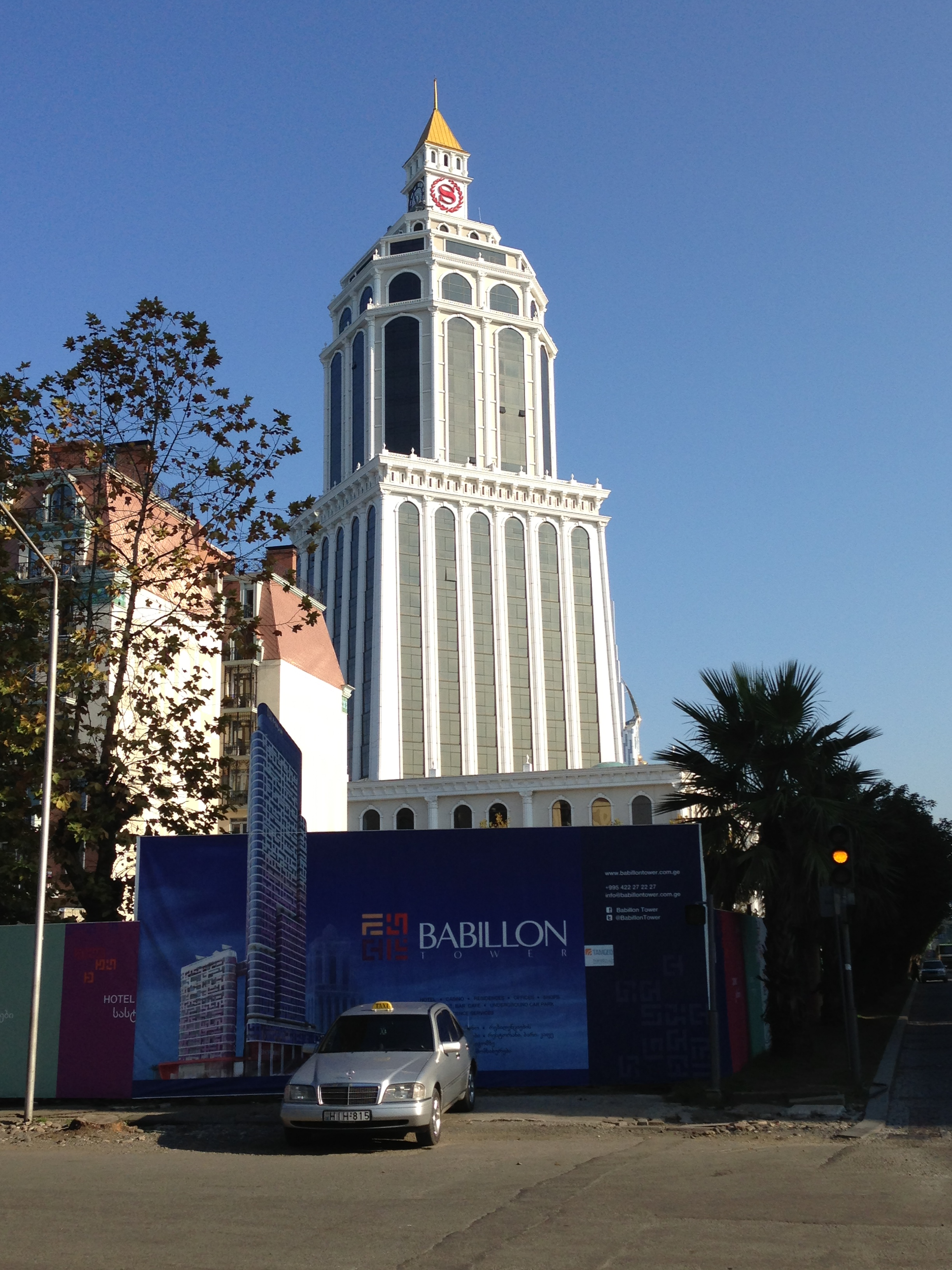
Sheraton Batoumi à Batoumi en Georgie.
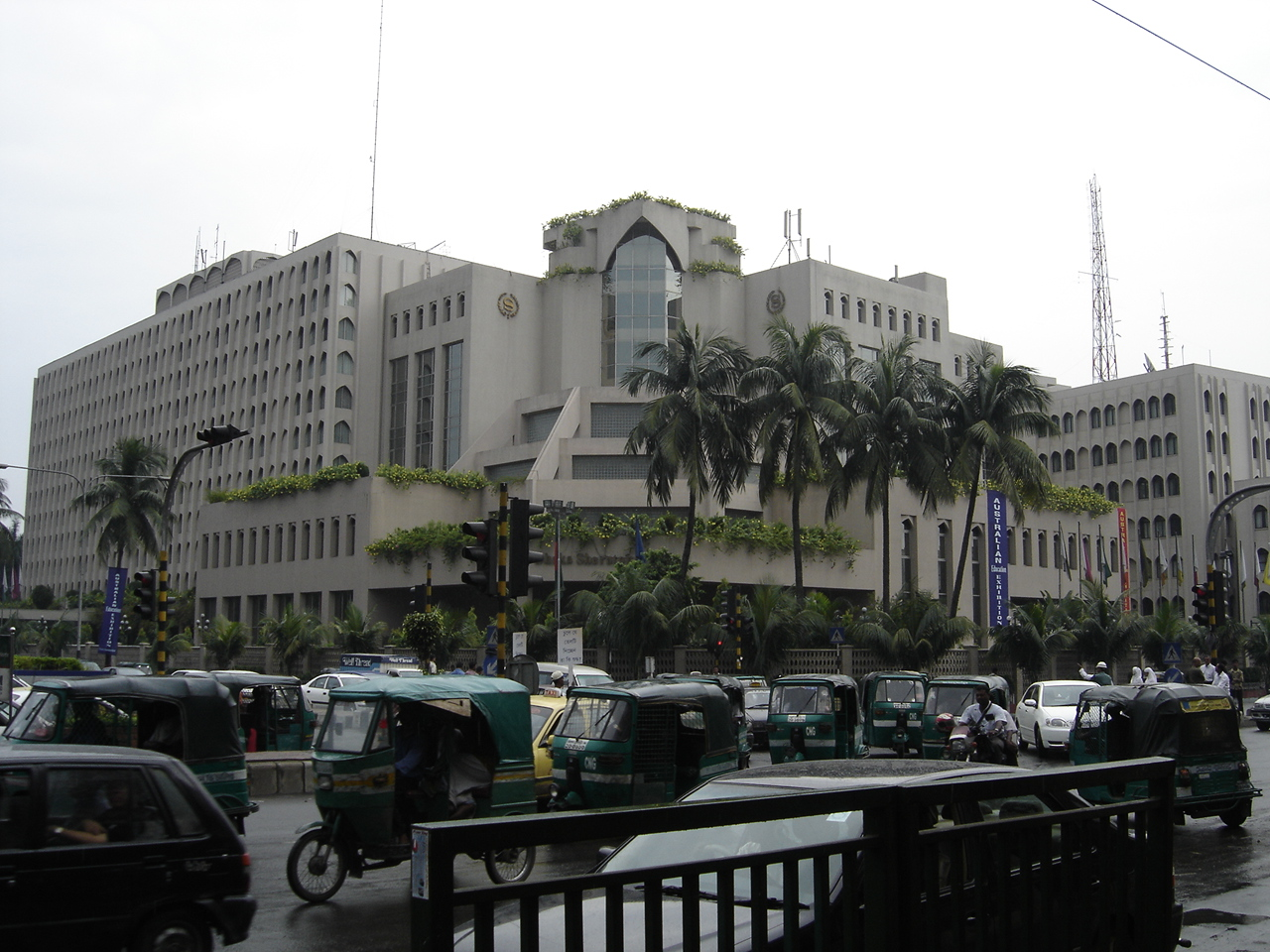
Sheraton de Dhaka.
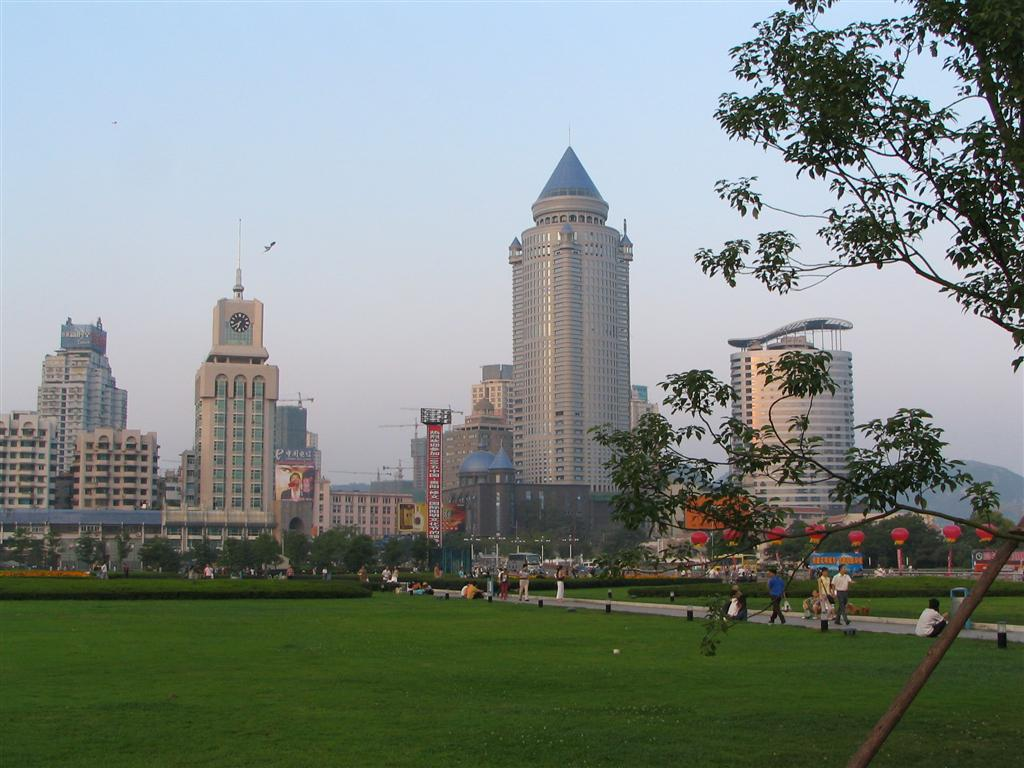
Sheraton Hotel Guiyang à Guiyang en Chine.
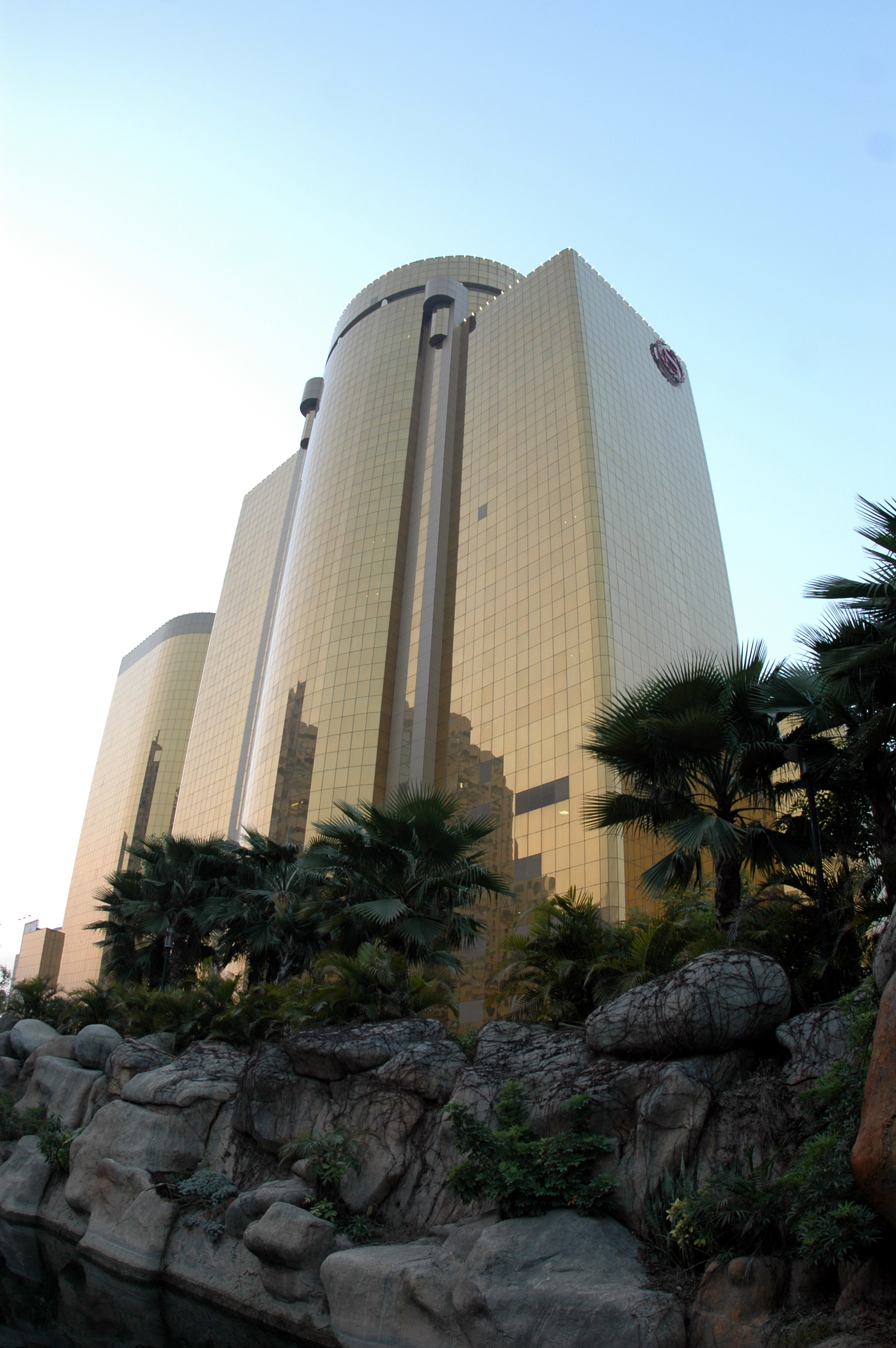
Sheraton Xiamen Hotel à Xiamen en Chine.
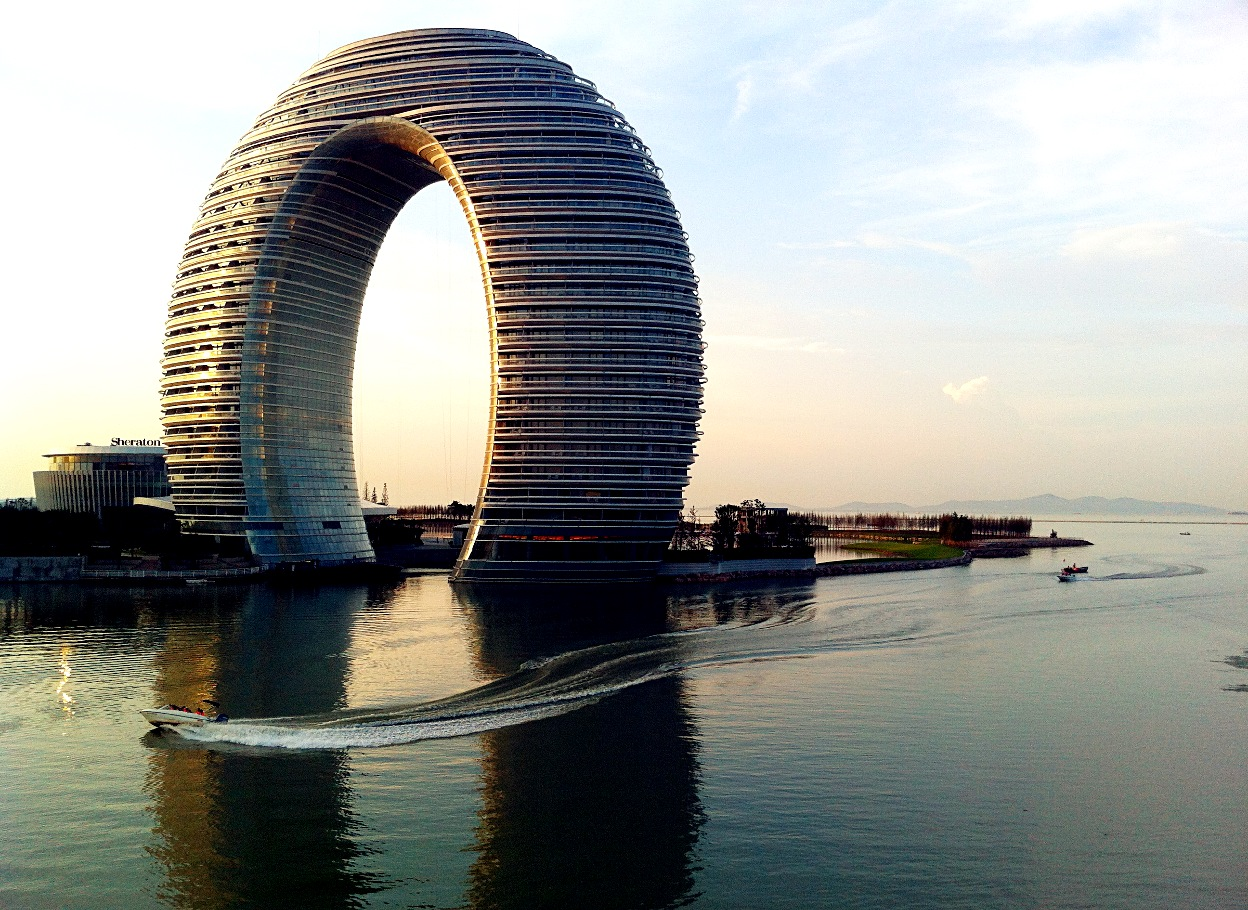
Huzhou Sheraton Resort & Spa à Huzhou en Chine.
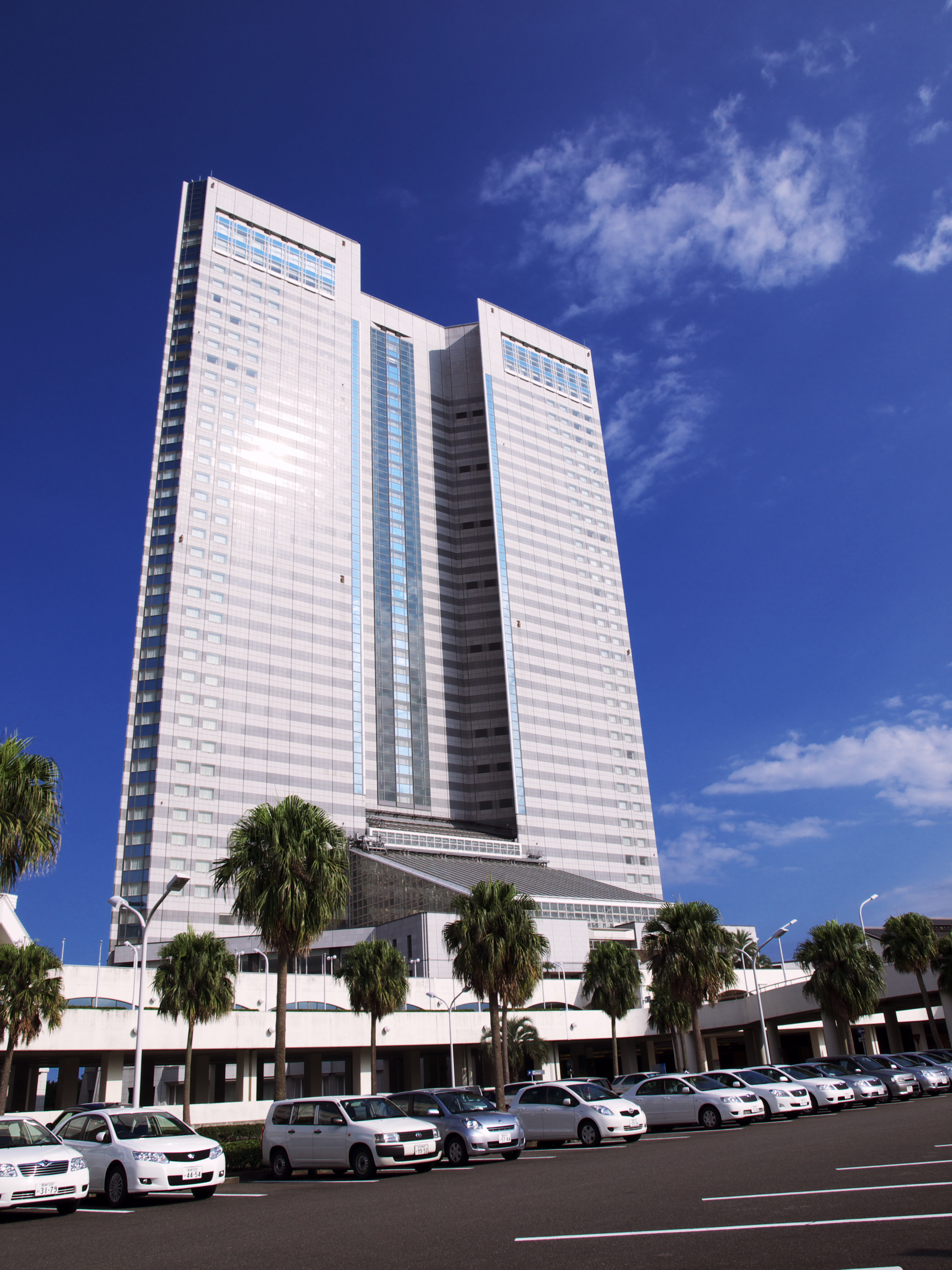
Sheraton Grande Ocean Resort à Miyazaki au Japon
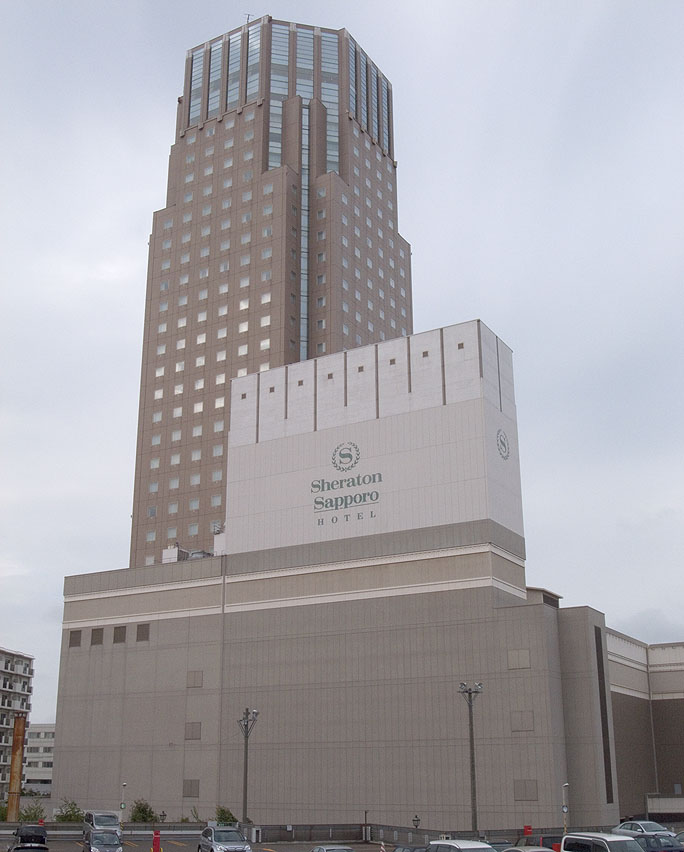
Sheraton Sapporo Hotel à Sapporo au Japon.
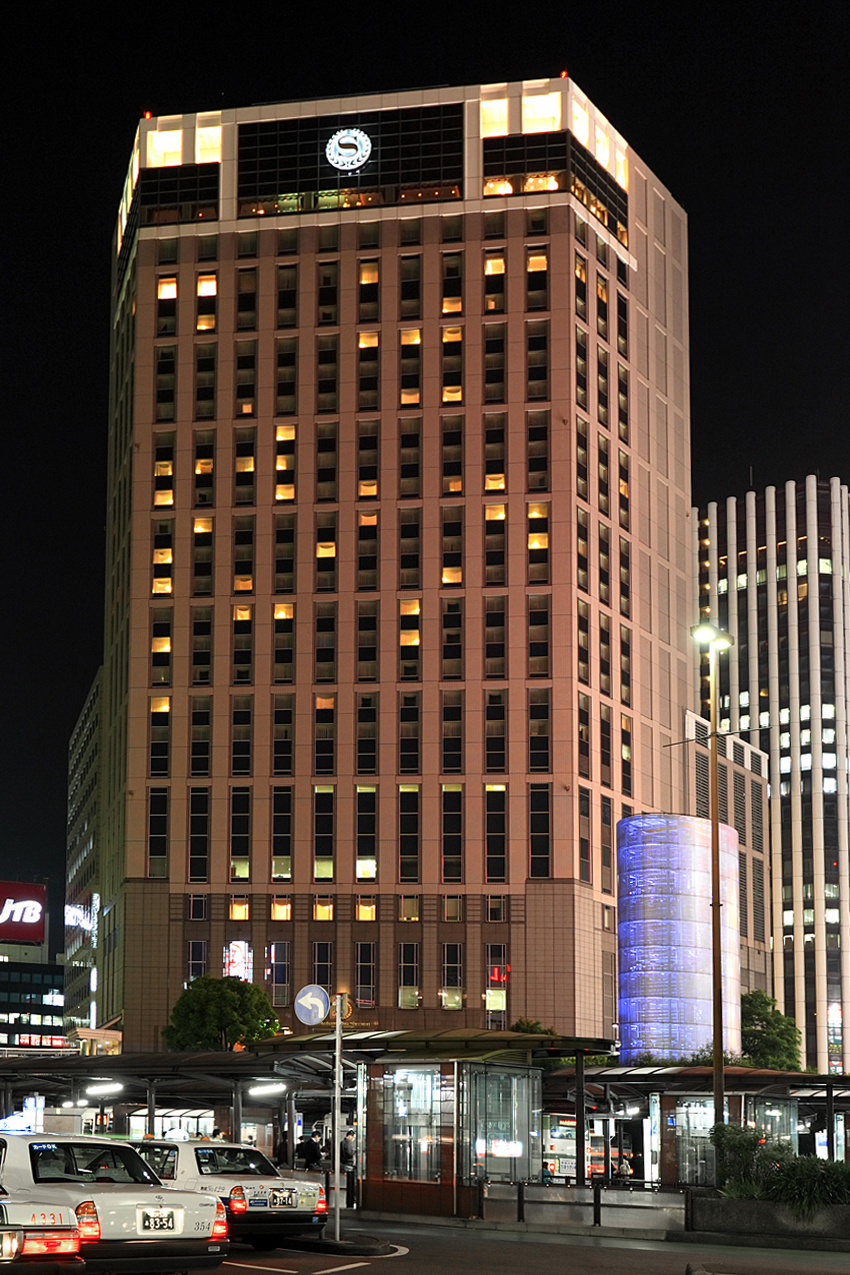
Yokohama Bay Sheraton Hotel & Towers à Yokohama au Japon.